# Philibert de Chandée, primo Conte di Bath
Philibert de Chandée, 1º conte di Bath (Regno di Francia, XV secolo – Regno d'Inghilterra o Regno di Francia, dopo il 6 gennaio 1486) è stato un mercenario francese.

## Biografia
Intrattenne Henry Tudor, poi conte di Richmond, e poi re Enrico VII durante il suo esilio in Bretagna, e fu nominato comandante degli ausiliari francesi alle truppe comandate da Enrico quando andò a invadere l'Inghilterra e sfidare Riccardo III per la corona. Chandée fu nominato cavaliere durante l'attracco a Milford Haven. Nella battaglia di Bosworth, il re yorkista guidò un'improvvisa carica di cavalleria nelle profondità nemiche nel tentativo di terminare rapidamente la battaglia colpendo lo stesso Henry Tudor, ed era solo una complessa mossa tattica insegnata solo dalle forze svizzere all'epoca, insieme all'aiuto dell'intervento di Thomas Stanley che salvò Enrico e uccise Riccardo III.
Chandée fu uno dei pochi che ricevettero il titolo di pari da Enrico VII, essendo stato creato Conte di Bath il 16 ottobre 1485, il giorno prima dell'incoronazione, alla Torre di Londra, o il 6 gennaio 1486. Non si sa nulla di lui dopo che è stato creato conte.